# Pica-peixe-riscado
Guarda-rios-estriado, martim-caçador-riscado ou pica-peixe-riscado (Halcyon chelicuti) é uma espécie de ave da família Alcedinidae.
Pode ser encontrada nos seguintes países: Angola, Benin, Botswana, Burkina Faso, Burundi, Camarões, República Centro-Africana, Chade, República do Congo, República Democrática do Congo, Costa do Marfim, Eritreia, Etiópia, Gabão, Gambia, Gana, Guiné, Guiné-Bissau, Quénia, Libéria, Malawi, Mali, Mauritânia, Moçambique, Namíbia, Níger, Nigéria, Ruanda, Senegal, Serra Leoa, Somália, África do Sul, Sudão, Essuatíni, Tanzânia, Togo, Uganda, Zâmbia e Zimbabwe.